# Burgruine Hochwart

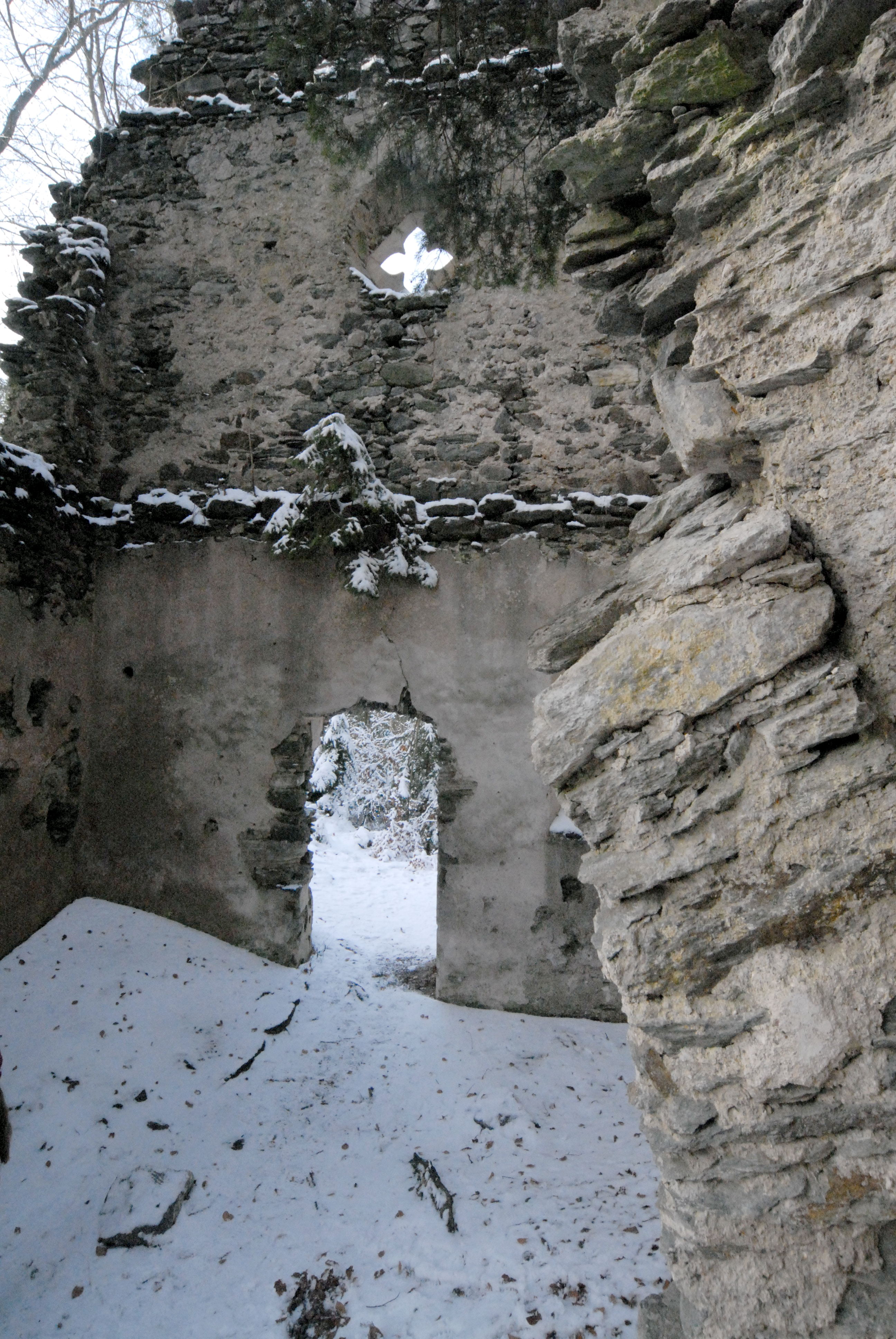
Hochwart bei Köstenberg (2006)

Die Burg Hochwart (auch: Hohenwart, slowenisch Črni Grad) ist eine Burgruine südlich der Ortschaft Köstenberg (slow. Kostanje) im Gemeindegebiet von Velden am Wörthersee in Kärnten. Die Burg ist auch als das „Schwarze Schloss“ bekannt, was der Bedeutung des slowenischen Namens entspricht.

## Lage
Die Ruine der einstigen Höhenburg liegt auf dem felsigen, zum Teil bewaldeten Gipfel des Kleinen Sternbergs in 802 m Seehöhe.

## Geschichte
Mitte des 12. Jahrhunderts erhielt Herzog Heinrich V. von Kärnten Burg und Herrschaft Hohenwart von Pilgrim von Pozzuolo zum Geschenk. Heinrichs Bruder Herzog Hermann verkaufte das Schloss 1162 an den Gurker Bischof Roman I. 1365 belehnte der Bischof von Gurk die Grafen von Ortenburg mit der Burg. Anschließend waren die Grafen von Cilli Besitzer, die jedoch ausstarben, worauf die Burg 1456 in die Hand der Truppen Kaiser Friedrichs III. fiel; unklar bleibt jedoch, ob die Burg schon damals oder erst im 16. Jahrhundert zerstört worden ist.

## Anlage

### Drei Höfe
Die Burganlage gliedert sich in drei hintereinander liegende Höfe. Von der ehemaligen Altburg aus der ersten Hälfte des 12. Jahrhunderts sind Mauerzüge im Süden der Anlage um den inneren Burghof erhalten, die meisten noch erkennbaren Bauteile im Nordosten der Anlage (äußerer Burghof) stammen aus der zweiten Hälfte des dreizehnten Jahrhunderts.

### Hauptturm
Der ehemals quadratische Bergfried (datiert aus der zweiten Hälfte des dreizehnten Jahrhunderts), dessen Ostteil abgebrochen ist, steht im Verband mit der äußeren Burgmauer; im ersten Turmobergeschoß ist westseitig ein spitzbogiges Eingangstor erhalten, ein Erkervorbau im vierten Geschoß ist an der Südseite erkennbar, des Weiteren Spitzbogenfenster.

### Burgkapelle
Sie steht im äußeren Burghof: man betritt eine Doppelkapelle mit teilweise erhaltener Halbkreisapside, vermutlich aus der ersten Hälfte des zwölften Jahrhunderts, ursprünglich flach gedeckt, später mit einem steilen Satteldach geschützt. In der unteren Kapelle erkennt man noch einen spitzbogigen Triumphbogen, wohingegen jener der oberen Kapelle nicht mehr existiert. Die Chöre waren gewölbt, sind jetzt einsturzgefährdet; an der Westwand befinden sich zwei Rosettenfenster.

### Sonstiges Gemäuer
Reste von Wohngebäuden und Wehrmauern sind noch gut erkennbar.